# 13P/Olbers
La Cometa Olbers, formalmente 13P/Olbers, è una cometa periodica del Sistema solare, appartenente alla famiglia cometaria della cometa di Halley. È stata scoperta il 6 marzo 1815 da Heinrich Olbers.
Alcune speculazioni riferiscono che 13P/Olbers potrebbe essere associata ad uno sciame meteorico su Marte, con radiante in prossimità della stella β CMa.

## Orbita
La sua orbita fu calcolata prima da Gauss il 31 marzo, poi da Bessel, che calcolò un periodo orbitale di 73 anni, in seguito corretto in 73,9 a. L'orbita seguita dalla cometa è piuttosto stabile, perché non prevede incontri ravvicinati con Giove. 
La cometa è stata riscoperta il 13 agosto 2023 da Alan Hale (uno dei due scopritori della famosa cometa Hale-Bopp): la cometa raggiungerà il perielio il 30 giugno 2024 .
Il 10 gennaio 2094 raggiungerà la minima distanza dalla Terra, pari a 0,756 a.u.